# Shevon Thompson
Shevon Evroy Thompson (Clarendon, 10 de junio de 1993) es un jugador de baloncesto jamaicano que con 2,13 metros de estatura, juega en la posición de pívot. Actualmente forma parte de la plantilla del SLUC Nancy de la Pro A francesa.

## Trayectoria deportiva

### Universidad
Jugó dos años en el pequeño Harcum College. En su segunda temporada promedió 9,7 puntos y 11,2 rebotes por partido, batiendo el récord histórico de rebotes de la universidad, y acabando 14º en el total de la NJCAA, y segundo de todo el país en porcentaje de acierto de tiros de campo, con un 72,5%.
Continuó su formación y su carrera deportiva en los Patriots de la Universidad George Mason, donde jugó dos temporadas más, en as que promedió 11,2 puntos, 11,0 rebotes y 1,0 tapones por partido, siendo el máximo reboteador de la Atlantic 10 Conference en ambos campeonatos, siendo incluido en el tercer mejor quinteto de la misma en 2015.

### Profesional
Tras no ser elegido en el Draft de la NBA de 2016, sí lo fue en el Draft de la NBA D-League, en la segunda ronda, puesto 33 por los Erie BayHawks, equipo con el que firmó por una temporada.
En la temporada 2019-20 forma parte de la plantilla del BC Oostende, con el que promedió 13 puntos y 10 rebotes en la Basketball Champions League de la FIBA, de la que fue el máximo reboteador de la competición.
El 15 de octubre de 2020, firma por el Baloncesto Fuenlabrada de la Liga Endesa por lo que resta de temporada, para sustituir al cortado Robert Upshaw.
El 7 de enero de 2021, se desvincula del Baloncesto Fuenlabrada y firma hasta el final de la temporada por el Brose Bamberg de la Basketball Bundesliga.
Se reincorporó a la G League para la temporada 2021-22, formando parte de la lista de los Agua Caliente Clippers.
El 7 de julio de 2022 firmó con el Fos Provence Basket de la LNB Pro A francesa.
El 7 de junio de 2023 fichó por el SLUC Nancy Basket, también de la LNB Pro A.